# Strażnica KOP „Bardzie”
Strażnica KOP „Bardzie” – zasadnicza jednostka organizacyjna Korpusu Ochrony Pogranicza pełniąca służbę ochronną na granicy polsko-sowieckiej.

## Formowanie i zmiany organizacyjne
W 1924 w składzie 2 Brygady Ochrony Pogranicza, został sformowany 8 batalion graniczny. W 1928 w skład batalionu wchodziło 13 strażnic. Strażnica KOP „Bardzie” w latach 1928–1939 znajdowała się w strukturze 3 kompanii KOP „Stasiewszczyzna”  batalionu KOP „Stołpce”. Strażnica liczyła około 18 żołnierzy i rozmieszczona była przy linii granicznej z zadaniem bezpośredniej ochrony granicy państwowej.
W 1930 strażnicy nadano imię gen. Ignacego Prądzyńskiego.
W 1932 obsada strażnicy zakwaterowana była w budynku KOP. Strażnicę z macierzystą kompanią łączyła droga polna długości 5,76 km.

## Służba graniczna

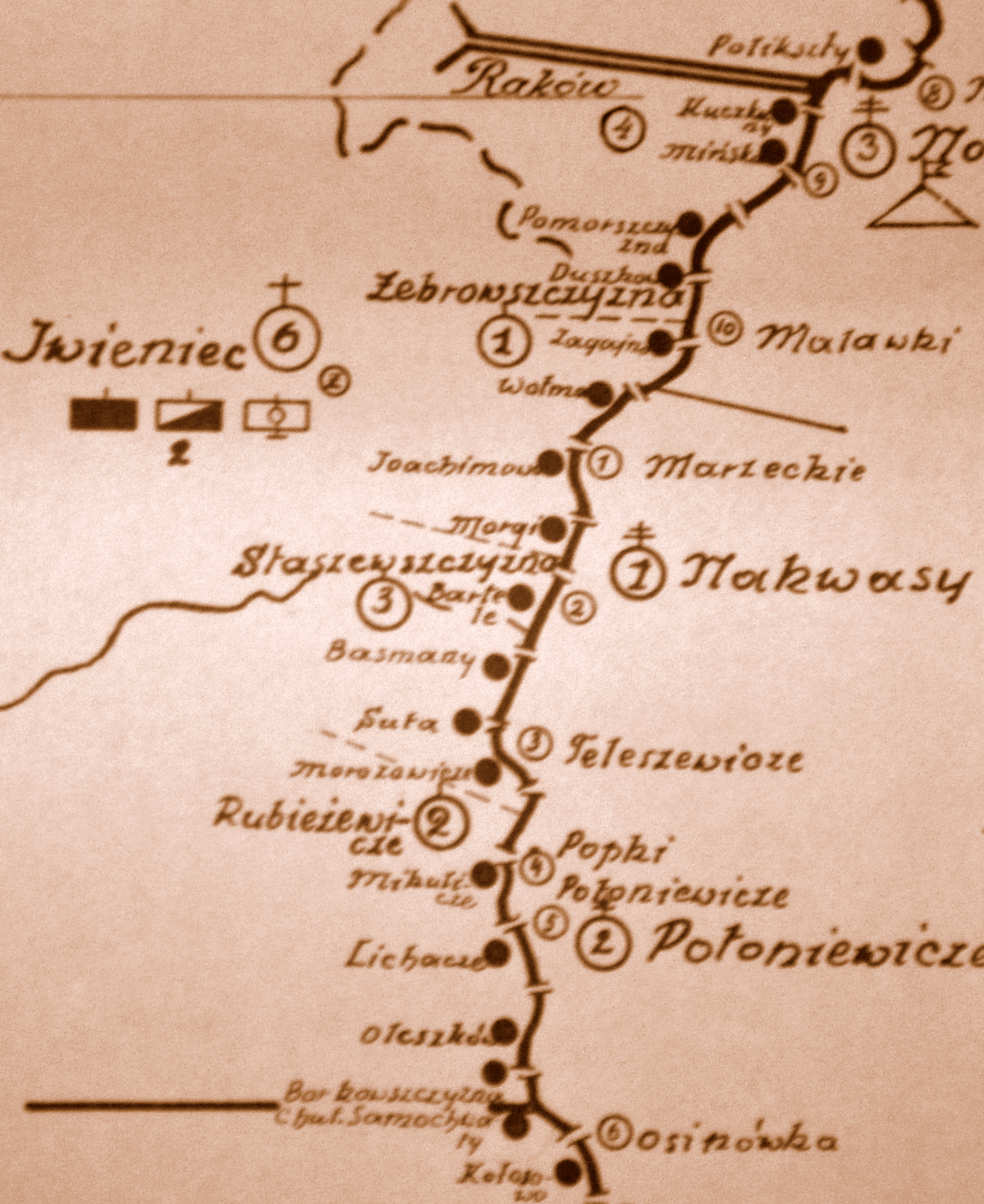
Rozmieszczenie batalionu KOP „Iwieniec” w 1931

Podstawową jednostką taktyczną Korpusu Ochrony Pogranicza przeznaczoną do pełnienia służby ochronnej był batalion graniczny. Odcinek batalionu dzielił się na pododcinki kompanii, a te z kolei na pododcinki strażnic, które były „zasadniczymi jednostkami pełniącymi służbę ochronną”, w sile półplutonu. Służba ochronna pełniona była systemem zmiennym, polegającym na stałym patrolowaniu strefy nadgranicznej, wystawianiu posterunków alarmowych, obserwacyjnych i kontrolnych stałych, patrolowaniu i organizowaniu zasadzek w miejscach rozpoznanych jako niebezpieczne, kontrolowaniu dokumentów i zatrzymywaniu osób podejrzanych, a także utrzymywaniu ścisłej łączności między oddziałami i władzami administracyjnymi. Strażnice KOP stanowiły pierwszy rzut ugrupowania kordonowego Korpusu Ochrony Pogranicza.
Strażnica KOP „Bardzie” w 1932 ochraniała pododcinek granicy państwowej szerokości 4 kilometrów 93 metrów od słupa granicznego nr 699 do 708, a w 1938 pododcinek szerokości 5 kilometrów 89 metrów od słupa granicznego nr 699 do 709.
Sąsiednie strażnice:
- strażnica KOP „Morgi” ⇔ strażnica KOP „Basmany” - 1928[2], 1929[3], 1931[4] , 1932[5], 1934[6]
- strażnica KOP „Joachimowo” ⇔ strażnica KOP „Basmany” - 1938[7]

## Walki strażnicy w 1939
17 września 1939 strażnicę atakowali pogranicznicy z 16 oddziału ochrony pogranicza NKWD.
Strażnica w Bardzie położona była na południowym skraju wsi. Żołnierzy stojących na warcie pomordowano bez wystrzału. Zaskoczonych Polaków zaalarmowały psy trzymane przy budynku, a używane do służby patrolowej. Załoga strażnicy stawiła opór atakującym ją sowieckim pogranicznikom. Sowieci podpalili drewniany budynek. Według relacji świadka, po zakończonej walce sowieccy żołnierze wysoko oceniali działania polskich żołnierzy. Stwierdzali że: to byli prawdziwi bohaterowie, że walczyli do końca.

## Dowódcy strażnicy
- sierż. Józef Taszarek (był 30 VII 1936)[16]